# 20 tháng 6
Ngày 20 tháng 6 là ngày thứ 171 (172 trong năm nhuận) trong lịch Gregory. Còn 194 ngày trong năm.

## Sự kiện
- 451 – Tướng Flavius Aetius chỉ huy quân Tây La Mã giành chiến thắng quyết định trước quân Hung của Attila trong trận Châlons.
- 1867 – Chiến tranh Pháp–Đại Nam: Pháp chiếm thành Vĩnh Long lần thứ 2.
- 1837 – Nữ vương Victoria bắt đầu trị vì, bà là quân chủ trị vì lâu nhất trong lịch sử Anh Quốc.
- 1894 – Tại Hồng Kông, Alexandre Yersin công bố phát hiện vi khuẩn gây bệnh dịch hạch.
- 1895 –  Hoàng đế Đức Wilhelm II khánh thành kênh đào Kiel băng qua bán đảo Jylland, hiện là thủy đạo nhân tạo bận rộn nhất trên thế giới.
- 1895 – Triều Thanh và đại diện chính phủ Pháp ký kết Công ước Gérard tại Bắc Kinh, xác định đường biên giới của Vân Nam với Bắc Kỳ và Ai Lao.
- 1944 – Chiến tranh thế giới thứ hai: Trận chiến biển Philippines kết thúc với chiến thắng quyết định của Hải quân Hoa Kỳ.
- 1967 – Võ sĩ quyền anh Muhammad Ali bị thu hồi đai vô địch quyền anh hạng nặng thế giới và bị toà án phạt 5 năm tù cùng 10.000 đô la Mỹ vì bất phục tùng lệnh nhập ngũ. Bản án này sau đó bị Tối cao Pháp viện Hoa Kỳ hủy bỏ.
- 1991 – Quốc hội Liên bang Đức phê chuẩn dời đô từ Bonn về Berlin.

## Sinh
- 1810 – Từ Dụ Hoàng thái hậu, Thái hậu nhà Nguyễn, chánh cung của vua Thiệu Trị và là mẹ của vua Tự Đức (m. 1902).
- 1828 – Trang Ý Hoàng thái hậu, Thái hậu nhà Nguyễn, chánh cung của vua Tự Đức, mẹ nuôi của vua Dục Đức (m. 1903).
- 1907 – Phùng Tất Đắc, nhà biên soạn người Việt bút hiệu Lãng Nhân (m. 2008)
- 1927 – Hoàng Văn Lạc, Thiếu tướng Quân lực Việt Nam Cộng hòa (Mất 2014)
- 1935 – Hoàng Cơ Minh, Hải quân Phó Đề đốc, Chuẩn tướng Quân lực Việt Nam Cộng hòa (Mất 1987)
- 1944 – David Roper, diễn viên Anh
- 1945 – Anne Murray, ca sĩ Canada
- 1949 – Lionel Richie, ca sĩ Mỹ
- 1967 – Nicole Kidman, diễn viên Mỹ
- 1970 – Lý Gia Hân, nữ diễn viên, Hoa hậu Hồng Kông năm 1988
- 1978 -  Frank Lampard, cựu cầu thủ bóng đá người Anh
- 1991 -  Diệu Nhi, nữ diễn viên người Việt Nam

## Mất
- 1947 – Bugsy Siegel, tội phạm người Hoa Kỳ (s. 1906)
- 1958 – Kurt Alder, nhà hóa học Đức (s. 1902)
- 2011 – Vương Văn Bắc, chính khách, Bộ trưởng Bộ Ngoại giao Việt Nam Cộng hòa (s. 1927)